# Lília Momplé
Lília Momplé, née dans la province de Nampula au nord du Mozambique le 19 mars 1935, est une écrivaine mozambicaine, auteur de nouvelles, de contes, de scénarios. Elle puise son inspiration dans les pages douloureuses de l'histoire de son pays, notamment coloniale. Travailleuse sociale, enseignante, militante politique, elle assume également de multiples responsabilités dans les domaines éducatif et culturel.

## Biographie
L'histoire familiale de Lília Maria Clara Carrière Momplé est tissée d'origines macua, française, indienne, chinoise et mauricienne.
Titulaire d'une licence en sciences sociales obtenue à Lisbonne, elle y travaille entre 1960 et 1970 comme assistante sociale, puis exerce son métier à Lourenço Marques (aujourd'hui Maputo) et São Paulo au Brésil. Entre 1970 et 1981 elle enseigne l'anglais et le portugais dans une école secondaire au Mozambique, dont elle devient la directrice.
Elle dirige en outre le Fonds pour le développement artistique et culturel du Mozambique (FUNDAC) entre 1992 et 1998. En 1995 elle devient la secrétaire générale de l'Association des écrivains mozambicains, créée en 1982, une fonction qu'elle assume jusqu'en 2001. De 2001 à 2005 elle est membre du Conseil exécutif de l'UNESCO.

## Œuvres
- Ninguém Matou Suhura (No One Killed Suhura), 1988
- Neighbours. The Story of a Murder, 1995
- Os Olhos da Cobra Verde (The Eyes of the Green Cobra), 1997

## Distinctions
En 1987, avec son conte Caniço, Lília Momplé remporte le premier prix du concours littéraire commémorant le centenaire de la ville de Maputo – le prix du 10 novembre 1987.
En 1998 elle est récompensée pour le scénario de Muhipiti Alima, un court-métrage dramatique qui met en scène le combat d'une femme déterminée à poursuivre des études malgré l'opposition de son mari.
En 2001 elle fait partie des cinq nommés pour le Caine Prize for African Writing, sélectionnés parmi 120 écrivains de 28 pays.
Le prix José Craveirinha de littérature lui est décerné en 2011.